# Can't Find My Way Home
«Can't Find My Way Home» es una canción escrita por Steve Winwood, que fue lanzada por primera vez por Blind Faith en su álbum de 1969 Blind Faith. Rolling Stone, en una reseña del álbum, señaló que en la canción aparece "Ginger Baker con una percusión altamente innovadora" y juzgó la letra "estoy perdido y no sé encontrar el camino a casa, es sinceramente encantadora".

## Versión Swans
La versión No Wave de la banda Swans de New York de "Can't Find My Way Home" apareció en su álbum de 1989 The Burning World y fue también entregada como un simple.

## Otras versiones
- Gilberto Gil - Gilberto Gil (Nêga) (1971)
- Ellen McIlwaine - Honky Tonk Angel (1972)
- Yvonne Elliman - Yvonne Elliman (1972)
- Eric Clapton - E. C. Was Here (1975)
- Bonnie Bramlett - Memories (1978)
- Torch Song - Ecstasy (1986)
- House of Lords - Sahara (1990)
- Joe Cocker - Night Calls (1991) (also Organic (1996))
- Elkie Brooks - Circles (1995)
- Yasuko Agawa - Echoes (1996)
- Don Ross - Loaded, Leather, Moonroof (1997)
- Alana Davis - The Mod Squad motion picture soundtrack (1999)
- Electronic - Twisted Tenderness (1999)
- Pat Green and Cory Morrow - Songs We Wish We'd Written (2001)
- Alison Krauss - Crossing Jordan television soundtrack (2003)
- BigBang - Radio Radio TV Sleep (2003)
- Carl Dixon - One Voice Two Hands (2003)
- Widespread Panic - Über Cobra (2004)
- Styx - Big Bang Theory (2005)
- Mig Ayesa - MiG (2007)
- Henning Stærk - Old Time Rocker (2009)
- Black Label Society - Order of the Black (2010)
- Bonnie Raitt - The Lost Broadcast—Philadelphia 1972 (2011, recorded 1972)
- Neal Morse, Mike Portnoy, and Randy George - Cover to Cover (2006)
- Sneaker Pimps - Hits and Singles (2010)
- Haley Reinhart - What's That Sound? (2017)